# Franz Rohwer
Franz Rohwer (* 15. Mai 1905 in San Francisco; † 23. November 1981 in Neumünster) war ein deutscher Politiker (CDU).
Rohwer war von Beruf Prokurist. Franz Rohwer betrieb eine Eisengießerei und Maschinenfabrik in Wittorf. Im Jahr 1939 zählte man eine Personalstärke von 120; 90 Arbeiter und 30 Lehrlinge. Während des Zweiten Weltkrieges waren dort bis zu 50 Zwangsarbeiter aus unterschiedlichen Herkunftsländern beschäftigt.
Er wurde 1946 Stadtrat in Neumünster und war 1946 und 1947 Mitglied und Schriftführer des zweiten ernannten Landtags von Schleswig-Holstein.
Nach ihm sind in Neumünster eine vom Mühlenhof abgehende Straße und ein am Holsatenring gelegener, mit einer Neuapostolischen Kirche bebauter Platz benannt.